# Tetradotoxina
La tetradotoxina o tetrodotoxina (coneguda habitualment com a TTX) és una neurotoxina que a certes dosis esdevé un potentíssim verí:entre 0,5 i 1 mg poden causar la mort instantània a un ésser humà, una dosi cinc-centes vegades més petita que la dosi mortal de cianur potàssic (totes dues dosis depenen sempre del pes de l'individu). Es troba principalment en òrgans i secrecions d'animals marins, com per exemple al fetge, ovaris i d'altres òrgans d'algunes espècies de peix globus.
Els símptomes que produeix són la disminució de totes les constants vitals, ja que interfereix en la conductivitat neuromuscular i també genera parestèsia (paràlisi). Quan s'ingereix els símptomes es presenten lentament i el percentatge de supervivència és molt alt, però quan s'introdueix directament al flux sanguini es produeix la paràlisi, després l'asfíxia (sense que el pacient perdi la consciència) i és el final. No se'n coneix l'antídot, i per evitar-ne la mort es recomana fer massatges cardíacs i practicar la respiració boca a boca, a més d'un urgent ingrés hospitalari.
Malgrat el seu potencial tòxic se n'està investigant el seu ús com a analgèsic i en la deshabituació d'opioides.

## Presència a la natura
Malgrat que inicialment es creia que la tetrodotoxina era sintetitzada per un gènere de peixos globus (Takifugu spp.), realment és sintetitzada per alguns bacteris, com Pseudoalteromonas tetraodonis, així com altres espècies dels gèneres Pseudomonas, Vibrio i d'altres.
Addicionalment s'ha trobat que la tetrodotoxina es troba també a la saliva d'un polp de petites dimensions, que la inocula amb la mossegada, en un cranc que també viu a les mateixes aigües, possiblement en alguns amfibis i rèptils, i en algunes algues del gènere Jania spp., en aquest cas produïda per bacteris del gènere Alteromas spp., que viuen associats amb elles.
Els peixos globus criats en captiveri no en presenten, fins que són alimentats o posats en contacte amb peixos globus salvatges. El peix globus no és sensible a la toxina, donat que la proteïna que conforma l'entrada dels seus canals de sodi té una estructura diferent a la de les espècies sensibles, fet que n'impedeix la unió. Podria, doncs, considerar-se que existeix una simbiosi entre el peix globus (i alguns altres animals) i alguns bacteris productors de tetrodotoxina.

## Riscos per contacte dèrmic i ingesta
La devoció existent al Japó (i en menor grau en països de l'àrea Indo-Pacífica) pel consum d'aquestes delicatessen -tant per la mateixa "litúrgia" del sushi com pels especialment valorats efectes organolèptics tòpics de la toxina- fa que de tant en tant, i malgrat calgui obtenir un permís especial per a esdevenir manipulador de peix globus, es produeixi alguna mort per intoxicació, tant entre manipuladors com sobretot entre els consumidors.
Al país del sol naixent, entre els anys 1974 i 1983 es van produir un total de 646 casos comunicats d'enverinament, amb el resultat de 179 morts. Els enverinaments són infreqüents en altres parts del món, excepte a Haití, on la tetrodotoxina té un paper clau en la creació dels anomenats zombis.

## Ús potencial com a fàrmac
En models d'animals de laboratori, l'eficàcia analgèsica del compost és 3.000 vegades més gran que la morfina i no té cap dels efectes secundaris nocius dels opioides. 
Està essent estudiat pels laboratoris farmacèutics Esteve, amb seu i fàbriques a Catalunya.